# District de Cannock Chase
Cannock Chase est un district non métropolitain dans le Staffordshire, en Angleterre. Son conseil est basé dans la ville de Cannock ; les autres villes notables sont Rugeley, Bridgtown et Hednesford. Le district couvre une grande partie de la zone de Cannock Chase d'une beauté naturelle exceptionnelle, d'où il tire son nom.
Le district a été formé le 1er avril 1974 par la fusion des districts urbains de Cannock et de Rugeley, ainsi que de Brindley Heath du Lichfield Rural District et de Norton Canes du district urbain d'Aldridge-Brownhills. Cannock, qui couvre environ 30% de la population, comprend la paroisse de Bridgtown mais le reste de Cannock n'est pas paroissial. Jusqu'aux élections générales de 2010, la circonscription parlementaire de Cannock Chase se composait du district de Cannock Chase plus le village adjacent de Huntington. À partir de 2010, la circonscription a exactement les mêmes limites que le district.
Depuis 2011, Cannock Chase fait partie à la fois du Greater Birmingham & Solihull Local Enterprise Partnership (avec les autorités voisines Birmingham, Bromsgrove, East Staffordshire, Lichfield, Redditch, Solihull, Tamworth et Wyre Forest), et Stoke-on-Trent and Staffordshire Local Enterprise Partnership.

## Zones du district de Cannock Chase
Il existe de nombreux villages et banlieues ainsi que trois villes dans tout le district de Cannock Chase.
Les villes:
- Bridgtown
- Cannock (Centre administratif)
- Hednesford
- Rugeley

Communes:
- Brereton
- Cannock Wood
- Hazelslade
- Heath Hayes and Wimblebury
- Norton Canes
- Prospect Village
- Slitting Mill

Zones:
- Brindley Heath
- Broomhill
- Chadsmoor
- Chestall
- Church Hill
- Goosemoor Green
- Green Heath
- Hawks Green
- High Town
- Littleworth
- Little Wyrley
- North Lanes
- Oldfallow
- Pye Green
- Rawnsley
- Rumber Hill
- Stoney Lea

Autres zones construites autour et à proximité du quartier:
- Armitage with Handsacre
- Bloxwich
- Brownhills
- Brownhills West
- Burntwood
- Chase Terrace
- Chasetown
- Cheslyn Hay
- Essington
- Great Saredon
- Gailey
- Great Wyrley
- Huntington
- Landywood
- Lichfield
- Longdon
- Pelsall
- Penkridge
- Stafford
- Walsall
- Wedges Mills
- Wolverhampton

## Politiques

### Composition politique du Conseil
Le Parti travailliste a contrôlé le conseil de district depuis les élections de 2012, lorsqu'il a obtenu la majorité absolue, jusqu'aux élections de 2019 lorsque le conseil est entré No overall control. Pour l'année civique 2019/20, le Parti travailliste a dirigé le conseil avec un Soutien sans participation informel avec le parti vert. En juin 2020, quatre conseillers verts et un ancien conseiller travailliste ont formé le Chase Community Independents Group, ce qui a conduit les travaillistes à former un Gouvernement minoritaire avec la confiance et l'approvisionnement de deux Libéraux-démocrates conseillers et un ancien conseiller travailliste indépendant.
Lors des élections tenues en mai 2021, les conservateurs ont remporté 12 des 13 sièges contestés (dont 10 sont allés à des conseillers nouvellement élus) et, ce faisant, a obtenu une majorité absolue au Conseil.
Le tableau ci-dessous montre le nombre de sièges détenus par chaque parti depuis le début de 2010. Cela comprend le conseil de district résultats des élections, surligné en rouge, ainsi que les défections et les élections partielles.
| Date             |    | Labour |    | Conservative |    | Chase Inds |   | Lib Dem |   | Greens |   | UKIP |   | Independent |
| 6 mai 2021       | 9  | 9      | 24 | 24           | 5  | 5          | 2 | 2       | 1 | 1      | 0 | 0    | 0 | 0           |
| 15 juin 2020     | 17 | 17     | 14 | 14           | 5  | 5          | 2 | 2       | 1 | 1      | 0 | 0    | 1 | 1           |
| 8 juin 2020      | 17 | 17     | 14 | 14           |    |            | 2 | 2       | 5 | 5      | 0 | 0    | 2 | 2           |
| 7 mai 2020       | 18 | 18     | 14 | 14           | 2  | 2          | 5 | 5       | 0 | 0      | 1 | 1    |   |             |
| 2 mai 2019       | 18 | 18     | 15 | 15           | 2  | 2          | 5 | 5       | 0 | 0      | 1 | 1    |   |             |
| 3 mai 2018       | 21 | 21     | 15 | 15           | 1  | 1          | 3 | 3       | 0 | 0      | 1 | 1    |   |             |
| 7 septembre 2017 | 21 | 21     | 13 | 13           | 1  | 1          | 2 | 2       | 1 | 1      | 3 | 3    |   |             |
| 18 août 2017     | 20 | 20     | 15 | 15           | 1  | 1          | 1 | 1       | 1 | 1      | 3 | 3    |   |             |
| 6 juillet 2017   | 21 | 21     | 15 | 15           | 1  | 1          | 1 | 1       | 1 | 1      | 2 | 2    |   |             |
| Septembre 2016   | 21 | 21     | 13 | 13           | 1  | 1          | 1 | 1       | 3 | 3      | 2 | 2    |   |             |
| 5 mai 2016       | 21 | 21     | 13 | 13           | 1  | 1          | 1 | 1       | 4 | 4      | 1 | 1    |   |             |
| 7 mai 2015       | 22 | 22     | 12 | 12           | 1  | 1          | 0 | 0       | 5 | 5      | 1 | 1    |   |             |
| 23 mai 2014      | 25 | 25     | 5  | 5            | 3  | 3          |   |         | 6 | 6      | 2 | 2    |   |             |
| 22 mai 2014      | 25 | 25     | 6  | 6            | 3  | 3          | 6 | 6       | 1 | 1      |   |      |   |             |
| 18 février 2014  | 24 | 24     | 9  | 9            | 3  | 3          | 3 | 3       | 2 | 2      |   |      |   |             |
| 30 juillet 2013  | 24 | 24     | 9  | 9            | 4  | 4          | 3 | 3       | 1 | 1      |   |      |   |             |
| 22 juillet 2013  | 24 | 24     | 10 | 10           | 4  | 4          | 2 | 2       | 1 | 1      |   |      |   |             |
| 4 juillet 2013   | 24 | 24     | 12 | 12           | 4  | 4          |   |         | 1 | 1      |   |      |   |             |
| 3 mai 2012       | 24 | 24     | 12 | 12           | 5  | 5          | 0 | 0       |   |        |   |      |   |             |
| Février 2012     | 17 | 17     | 13 | 13           | 9  | 9          | 2 | 2       |   |        |   |      |   |             |
| 5 mai 2011       | 17 | 17     | 13 | 13           | 11 | 11         | 0 | 0       |   |        |   |      |   |             |
| 26 août 2010     | 14 | 14     | 10 | 10           | 17 | 17         | 0 | 0       |   |        |   |      |   |             |
| 6 mai 2010       | 13 | 13     | 11 | 11           | 17 | 17         | 0 | 0       |   |        |   |      |   |             |
| 22 février 2010  | 14 | 14     | 7  | 7            | 19 | 19         | 1 | 1       |   |        |   |      |   |             |
| 26 janvier 2010  | 14 | 14     | 9  | 9            | 17 | 17         | 1 | 1       |   |        |   |      |   |             |
| 22 janvier 2010  | 14 | 14     | 9  | 9            | 18 | 18         |   |         |   |        |   |      |   |             |
| 18 janvier 2010  | 14 | 14     | 10 | 10           | 17 | 17         |   |         |   |        |   |      |   |             |
| 1er janvier 2010 | 14 | 14     | 12 | 12           | 15 | 15         |   |         |   |        |   |      |   |             |

### Membres du Cabinet 2021-2022
| Position                                                                              | Conseiller | Conseiller          | Quartier représenté        |
| Chef du Conseil                                                                       |            | Olivia Lyons        | Western Springs            |
| Chef adjoint du Conseil                                                               |            | Bryan Jones         | Hednesford Green Heath     |
| Responsable du portefeuille de la sécurité des quartiers & des partenariats           |            | Bryan Jones         | Hednesford Green Heath     |
| Responsable du portefeuille de l'engagement communautaire, de la santé & du bien-être |            | Val Jones           | Cannock West               |
| Responsable du portefeuille de développement du district                              |            | Mike Sutherland     | Etching Hill and The Heath |
| Chef de portefeuille de l'environnement & des changements climatiques                 |            | Justin Johnson      | Etching Hill and The Heath |
| Responsable du portefeuille Habitat, Patrimoine & Loisirs                             |            | Adrienne Fitzgerald | Hawks Green                |
| Responsable du portefeuille Innovation & High Streets                                 |            | Phil Hewitt         | Hawks Green                |

### Membres du cabinet fantôme 2021-2022
| Position                                                                              | Conseiller | Conseiller        | Quartier représenté    |
| Chef de l'opposition                                                                  |            | George Adamson    | Hednesford Green Heath |
| Chef adjoint de l'opposition                                                          |            | Tony Johnson      | Cannock East           |
| Chef de portefeuille parallèle du développement du district                           |            | Tony Johnson      | Cannock East           |
| Responsable du portefeuille de l'engagement communautaire, de la santé & du bien-être |            | John Kraujalis    | Cannock South          |
| Chef de portefeuille parallèle Environnement & changement climatique                  |            | Josh Newbury      | Norton Canes           |
| Leader du portefeuille parallèle Habitat, Patrimoine & Loisirs                        |            | John Preece       | Norton Canes           |
| Responsable du portefeuille parallèle Innovation & High Streets                       |            | Sheila Cartwright | Hednesford North       |
| Responsable du portefeuille de la sécurité des quartiers & des partenariats           |            | Frank Allen       | Cannock North          |